# 默里迪恩鎮區 (堪薩斯州麥克弗森縣)
默里迪恩鎮區（英語：Meridian Township）為美國堪薩斯州麥克弗森縣轄下的鎮區。2010年美国人口普查中此鎮區人口有329人。

## 地理
默里迪恩鎮區涵蓋總面積為93.4平方（36.06平方英里），其中陸地面積為93.4平方（36.06平方英里），水域面積為0平方（0.00平方英里）或0.00%。

## 人口統計
根據2010年美國人口普查，默里迪恩鎮區人口有329人，其中男性有177人，女性有152人，人口密度為每平方公里3.52人，住房計122戶。鎮區內的白人有324人，非裔美國人有0人，美洲原住民有5人，亞裔美國人有0人，太平洋島裔美國人有0人，其他種族有0人，混血種族則有0人。此外鎮區內有1人為西班牙裔或拉丁裔美國人。此鎮區之年齡中位數為37.9歲，而男性年齡中位數為37.3歲，女性年齡中位數為38.3歲。

## 交通

### 主要公路
- 135號州際公路